# Kiss Péter (politikus)
Kiss Péter (Celldömölk, 1959. június 11. – Budapest, 2014. július 29.) magyar politikus (MSZP), országgyűlési képviselő, különböző miniszteri tisztségeket töltött be a Horn-, a Medgyessy-, az első és a második Gyurcsány-, valamint a Bajnai-kormányban. Az MSZP-ben szintén több vezető tisztséget töltött be, a párt alelnöke is volt.

## Tanulmányai
1977-ben érettségizett a szombathelyi Nagy Lajos Gimnáziumban, majd felvették a Budapesti Műszaki Egyetem Gépészmérnöki Karának termelési rendszer szakára, ahol 1983-ban diplomázott.

## Politikai pályafutása
Diplomájának megszerzése után 1987-ig az egyetem tudományos munkatársa, tanársegéde és szakkollégiumi nevelőtanára volt. Emellett 1984 és 1985 között az egyetem KISZ-titkára is volt. A Mérnöki Kamara és a Magyar Közgazdasági Társaság tagja.
1980-ban lépett be a Magyar Szocialista Munkáspártba. Az 1988-89-es Reformpárti Esték elnevezésű vitasorozat egyik szervezője volt. 1986-tól 1989-ig a Budapesti KISZ első titkára, valamint az MSZMP Központi Bizottsága tagja volt 1989 májusától a párt szeptemberi megszűnéséig.
1989-ben az MSZP alapító tagja és a Baloldali Ifjúsági Társulás (BIT) alapító budapesti elnöke volt. 1990-ben országgyűlési képviselőjelölt volt, ill. az őszi önkormányzati választáson bekerült a Fővárosi Közgyűlésbe.
1992-ben a BIT országos elnökévé, ill. a párt országos választmányának tagjává választották. Ugyanebben az évben a lemondott Kovács Jenő helyére behívták az Országgyűlésbe. Az 1994-es országgyűlési választáson Budapest 6. számú egyéni választókerületében (Budapest IV.–XV. kerület) szerzett egyéni mandátumot. Ugyanebben az évben beválasztották a párt országos elnökségébe. 1994 és 1995 között az oktatási, tudományos és sportbizottság alelnöke volt.
1995-ben Kósáné Kovács Magda utódjaként a Horn-kormány munkaügyi miniszterévé nevezték ki, emiatt lemondott a BIT-ben betöltött tisztségéből. Kormányzati pozícióját a ciklus végéig viselte. 1998-ban ismét egyéni mandátumot szerzett, majd 2000-ig a párt frakcióvezető-helyetteseként dolgozott. 1998 és 2000 között a párt ügyvezető alelnöke volt. 2001-ben a Baloldali Tömörülés Platform elnökévé választották. 2002-ben ismét egyéni körzetében nyert. A Medgyessy-kormányban előbb foglalkoztatáspolitikai és munkaügyi miniszter volt, majd 2003-ban a Miniszterelnöki Hivatalt vezető miniszterré nevezték ki. Ugyanebben az évben újra a párt országos elnökségének tagja lett.
2004-ben, Medgyessy Péter miniszterelnök lemondása után a párt országos elnöksége őt ajánlotta miniszterelnöknek, de a miniszterelnök-jelölő kongresszus Gyurcsány Ferencet jelölte kormányfőnek. Az első Gyurcsány-kormányban megtartotta miniszteri tisztségét. 2005-ben a párt Vas megyei elnökévé választották, mely pozícióját 2009-ig viselte. 2006-ban megismételte országgyűlési választási sikerét. A második Gyurcsány-kormányban először szociális és munkaügyi miniszter volt, majd 2007-ben ismét visszatért a Miniszterelnöki Hivatalba.
2009-ben Bajnai Gordon miniszterelnök Kisst bízta meg a társadalompolitikai koordinációért felelős tárca nélküli miniszteri feladatok ellátásával és egyben a miniszterelnök politikai helyettesévé is vált.
1992-től országgyűlési képviselő, akkor pártja országos listájáról jutott a parlamentbe, ahogy a 2010-es országgyűlési választásokon is. 1994-ben, 1998-ban, 2002-ben és 2006-ban Budapest 6-os számú egyéni választókörzetében nyert mandátumot. A 2014-es országgyűlési választásokon Budapest 11. sz. választókerületében (IV. kerület) ismét egyéni mandátumot szerzett.

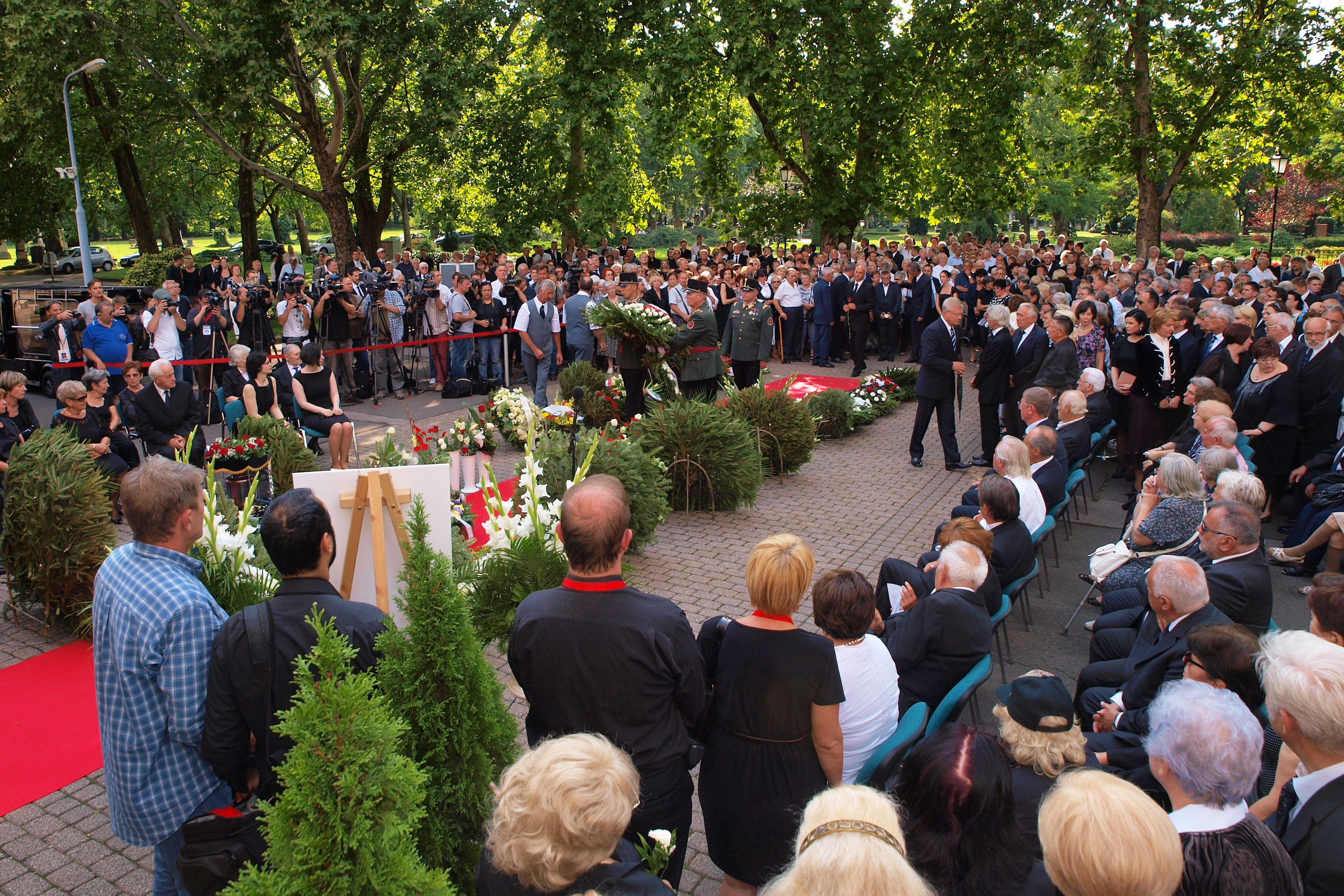
Kiss Péter temetése Budapesten a Fiumei úti sírkertben. (2014)

Kiss Péter hosszan tartó, súlyos betegség után 2014. július 29-én hunyt el 55 éves korában.

## Családja
Felesége főiskolai adjunktus, egy leánygyermekük született.